# Armoedegrens

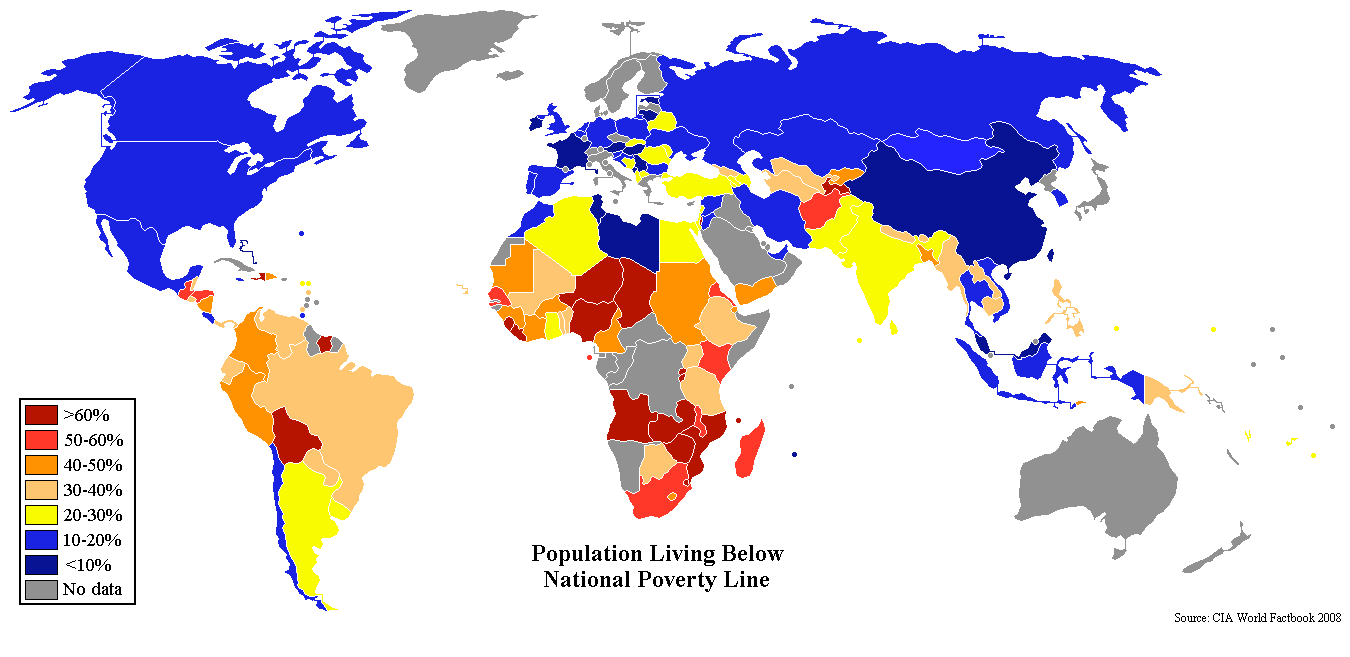
Indicatie van percentage inwoners beneden de in dat land gehanteerde armoedegrens
bron: CIA World Factbook 2008

Onder armoedegrens wordt meestal verstaan: het inkomen dat iemand nodig heeft om te kunnen voorzien in de basisbehoeften (minimale voorwaarden die nodig zijn om menswaardig te kunnen leven: kleding, goed drinkwater, voldoende voedsel, goede huisvesting, goed onderwijs en goede gezondheidszorg).
Bij een inkomen gelijk aan de armoedegrens gaat het inkomen geheel op aan noodzakelijke uitgaven. Er is dan geen vrij te besteden inkomen ("discretionary spending") over. 
Dit betekent niet alleen dat men financieel niet meer rondkomt. Omdat er geen vrij inkomen overblijft kunnen tegenvallers niet worden opgevangen. Ook is er geen capaciteit voor investeringen in zaken die op lange termijn voordeel bieden, men denke hier aan verbeteringen van het huis om de energiekosten te drukken, de koop van een eigen woning, sparen om te verhuizen of te emigreren naar een plaats met betere mogelijkheden, of een cursus of opleiding die uitzicht biedt op betere beroepsmogelijkheden. Dit betekent niet slechts dat men moeite heeft in de basisbehoeften te voorzien, maar ook dat men geen mogelijkheden heeft de eigen situatie te veranderen. 
In feite is de armoedegrens de grens tussen armoede en  welstand. Het is in eerste instantie een statistisch begrip, dat wordt gebruikt bij het maken van overzichten omtrent de inkomensverdeling in een land.

## Basisbehoeften
De vraag wat die "minimale levensbehoeften" zijn en welk bedrag daarmee gemoeid is, is niet eenvoudig te beantwoorden. Enerzijds wordt hierbij gekeken naar de (minimale) kosten van voedsel, kleding, een vorm van onderdak, en de meest eenvoudige medische zorg, anderzijds wordt hieronder ook vaak begrepen het onderhouden van zodanige contacten dat men op een relevante wijze deelneemt aan het maatschappelijk verkeer. Dit onderscheid, en de daaruit voortvloeiende discussie welke activiteiten tot die deelname zouden bijdragen, maken dat de vraag waar de armoedegrens nu precies ligt vrijwel niet te beantwoorden is.

## Verschillen per land
De armoedegrens verschilt per land. Ook worden in diverse landen geheel verschillende definities van het begrip armoede gehanteerd. Duidelijk is echter wel dat een aanmerkelijk deel van de wereldbevolking grote moeite heeft om in het bestaansminimum te voorzien. De Wereldbank hanteert als armoedegrens een inkomen van 1,90 dollar per dag (tot 2015 was dit 1,25).
Voor sommige doeleinden wordt de armoedegrens uitgedrukt als een percentage van het mediaan inkomen: het inkomen waarbij de helft van het aantal huishoudens een hoger inkomen, en de andere helft van de huishoudens een lager inkomen heeft. Een dergelijke aanpak wordt in Europees verband gehanteerd: de armoedegrens wordt hier op 60% van het mediaan inkomen bepaald.

### Nederland
Het CBS en het SCP geven in het rapport Armoedemonitor 2005 geen exacte definitie van de armoedegrens. Men omschrijft het als "Arme huishoudens hebben onvoldoende geld om een bepaald minimaal consumptieniveau te realiseren. [...] Het blijft echter bij een indicatie, omdat niet alle huishoudens met een laag inkomen ook arm zijn." Omtrent de tweede benadering (niet uitsluitend vanuit het inkomen) wordt gesteld: "Armoede wordt in deze monitor benaderd vanuit het inkomen; een bredere benadering op basis van meer dimensies, is ook mogelijk. Naast inkomen worden dan sociale participatie en toegang tot onderwijs, zorg en huisvesting meegenomen. Dit op meer dimensies gestoelde concept wordt aangeduid met 'sociale uitsluiting' (Jehoel-Gijsbers 2004)."

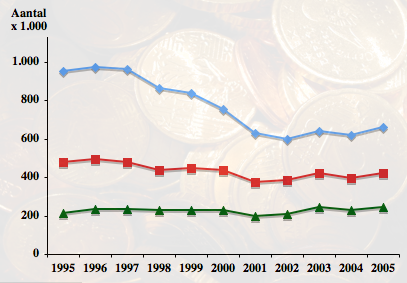
Ontwikkeling van de armoede in Nederland in de periode 1995 t/m 2005
(grafiek gebaseerd op de gegevens van het CBS en het SCP in de armoedemonitor 2007)
lage-inkomensgrens
niet-veel-maar-toereikendgrens
basisbehoeftengrens

Het CBS en het SCP hanteren in de Armoedemonitor 2007 de volgende begrippen: de lage-inkomensgrens, de budgetgerelateerde grens en de Europese armoedegrens. De lage-inkomensgrens is gebaseerd op de hoogte van het bijstandsniveau van een alleenstaande in 1979 (en sedertdien geïndexeerd). Dit niveau wordt verhoogd voor diverse samenlevingsvormen: meerpersoonshuishoudens en kinderen. De budgetgerelateerde grens is uitgewerkt in twee varianten: in de laagste variant wordt uitsluitend rekening gehouden met de kosten van basisbehoeften, die niet of nauwelijks te vermijden zijn; in de tweede variant wordt ook rekening gehouden met enige uitgaven voor recreatie en dergelijke (en deze variant wordt daarom ook wel getypeerd als "niet veel, maar toereikend"). Voor beide varianten is 2000 het referentiejaar (en wordt vanaf dat jaar geïndexeerd). De Europese armoedegrens is door de Europese Raad vastgesteld om de omvang van armoede in de lidstaten te kunnen vergelijken en is vastgesteld op 60% van het mediane besteedbare inkomen van het land.
Volgens het CBS en het SCP leefden in 2005 660.000 huishoudens (1,4 miljoen personen) onder de lage-inkomensgrens, dat is 10% van het totaal aantal huishoudens. In 2004 was dat nog 9,4%. Een stijging van het aantal gezinnen dus dat onder deze grens moet rondkomen. Vanwege de gestegen koopkracht van de AOW-uitkeringen verwachten de beide onderzoeksbureaus een forse daling tot 2008.
De armoedemonitor 2007 vermeldt de volgende inkomensgrenzen (in besteedbaar inkomen per jaar, inclusief kinderbijslag voor kinderen van 6 t/m 11 jaar, in euro's) voor 2005:
In 2024 werd er door het CBS, Nibud,  het Sociaal en Cultureel Planbureau een nieuwe rekenmethode gehanteerd, waardoor de definitie van armoede wijzigde. Het gevolg hiervan is dat er volgens de nieuwe normen minder mensen in armoede leven in Nederland, dan volgens de oude methode van berekening. Volgens deze oude berekeningen waren er 820.000 mensen die in armoede leefde in 2023. De nieuwe definitie geeft aan dat vorig jaar 540.000 mensen in armoede leefden. Ondanks deze afname bij de groep mensen in armoede die nog over is, nam de ernst van het geldgebrek echter wel toe door omstandigheden.
| Armoedegrenzen voor Nederland (gegevens over 2005) in de armoedemonitor 2007 | Armoedegrenzen voor Nederland (gegevens over 2005) in de armoedemonitor 2007 | Armoedegrenzen voor Nederland (gegevens over 2005) in de armoedemonitor 2007 | Armoedegrenzen voor Nederland (gegevens over 2005) in de armoedemonitor 2007 | Armoedegrenzen voor Nederland (gegevens over 2005) in de armoedemonitor 2007 | Armoedegrenzen voor Nederland (gegevens over 2005) in de armoedemonitor 2007 |
| ---------------------------------------------------------------------------- | ---------------------------------------------------------------------------- | ---------------------------------------------------------------------------- | ---------------------------------------------------------------------------- | ---------------------------------------------------------------------------- | ---------------------------------------------------------------------------- |
|                                                                              | huursubsidie                                                                 | lage-inkomensgrens                                                           | budgetgerelateerde grens basisbehoeftenvariant                               | budgetgerelateerde grens niet-veel-maar-toereikendvariant                    | Europese armoedegrens                                                        |
| alleenstaande                                                                | 1.560                                                                        | 10.440                                                                       | 9.240                                                                        | 10.440                                                                       | 11.520                                                                       |
| (echt)paar (zonder kinderen)                                                 | 1.800                                                                        | 14.280                                                                       | 12.600                                                                       | 14.280                                                                       | 15.720                                                                       |
| (echt)paar (1 kind)                                                          | 1.560                                                                        | 17.520                                                                       | 15.360                                                                       | 17.400                                                                       | 19.200                                                                       |
| (echt)paar (2 kinderen)                                                      | 1.800                                                                        | 19.680                                                                       | 17.280                                                                       | 19.680                                                                       | 21.600                                                                       |
| (echt)paar (3 kinderen)                                                      | 1.920                                                                        | 21.600                                                                       | 18.960                                                                       | 21.480                                                                       | 23.640                                                                       |
| eenoudergezin (1 kind)                                                       | 1.800                                                                        | 13.920                                                                       | 12.240                                                                       | 13.920                                                                       | 15.240                                                                       |
| eenoudergezin (2 kinderen)                                                   | 2.040                                                                        | 15.840                                                                       | 13.920                                                                       | 15.720                                                                       | 17.400                                                                       |

Volgens cijfers van Eurostat leefde anno 2008 11% van de Nederlanders onder de armoedegrens, door Eurostat gesteld op 60% van het mediaan inkomen per volwassene. Hiermee had Nederland na Tsjechië het laagste armoedepercentage in de Europese Unie.

### Vlaanderen
In Vlaanderen wordt armoede bepaald op een statistische manier. De armoededrempel is gelijk aan 60% van het nationaal mediaan beschikbaar huishoudinkomen na sociale transfers (sociale zekerheids- en bijstandsuitkeringen). Deze armoededrempel wordt aangepast aan de samenstelling en grootte van het huishouden.
| Jaar | alleenstaande | gezin met 2 volwassenen en 2 kinderen |
| ---- | ------------- | ------------------------------------- |
| 2017 | 1.139         |                                       |
| 2018 | 1.187         | 2.493                                 |
| 2019 | 1.230         | 2.584                                 |
| 2020 | 1.284         | 2.696                                 |
| 2021 | 1.293         | 2.715                                 |
| 2022 | 1.366         | 2.868                                 |
| 2023 | 1.450         | 3.045                                 |

Uit een onderzoek van de Universiteit Antwerpen dat op 3 december 2012 is voorgesteld., leefde 1 op 7 Vlamingen volgens deze definitie in armoede. Het probleem treft in deze studie vooral eenoudergezinnen: vier op de tien alleenstaande ouders hadden het moeilijk om de maand door te komen.